# Kenny Barron
Kenny Barron (nacido el 9 de junio de 1943 en Filadelfia, EE. UU.) es un pianista estadounidense de jazz. Es uno de los principales pianistas del post bop, influido principalmente por Tommy Flanagan y Wynton Kelly, pero también por Thelonious Monk, Art Tatum y McCoy Tyner. 

## Historial
Es el hermano menor del saxofonista tenor Bill Barron, con quien debutó en el mundo discográfico, y es conocido por su estilo lírico y flexible. Saltó a la fama cuando tocó el piano en el cuarteto de Dizzy Gillespie en los años sesenta. Ha trabajado con cientos de músicos de primera fila, como Yusef Lateef, James Moody, Joe Henderson, Freddie Hubbard, Buddy Rich, Ron Carter, Chet Baker, Benny Carter, Stan Getz, Regina Carter y Ornette Coleman. Colidera el grupo Sphere y ha liderado sus propios grupos en actuaciones y grabaciones.
Kenneth Barron nació en Filadelfia en 1943. Estudió piano con la hermana de Ray Bryant, y en 1957 ya tocaba con la orquesta de Mel Melvin. En 1959 entra en el grupo de Philly Joe Jones y en 1960 en el de Yusef Lateef. Ese año se trasladó a Nueva York, donde empezó a trabajar con James Moody, después de una jam session en el Five Spot Café.
En 1963 entró en la banda de Dizzy Gillespie, donde permaneció hasta 1966. Después trabajó con Stanley Turrentine, Freddie Hubbard y Jimmy Owens. En los años setenta volvió con Yusef Lateef y trabajó también brevemente con Milt Jackson, Jimmy Heath y Buddy Rich. En 1973 entró a formar parte de la Rutgers University de Nueva Jersey como profesor de piano, armonía y teoría musical y ha enseñado en ella durante 25 años. Entre 1976 y 1980 colaboró con Ron Carter. En 1981 junto a Charlie Rouse, Ben Riley y Buster Williams formó el grupo SPHERE en tributo a Thelonious Monk. El grupo grabó discos como “Four for All” y “Bird Songs”, para Verve Records.
En 1986 Kenny grabó junto a Stan Getz el disco “Voyage”, y efectuó varias giras formando parte del cuarteto de Getz, con Victor Lewis y Rufus Reid. Juntos grabaron dos discos : “Anniversary” y “Serenity”, para EmArcy Records. En 1991 Getz y Barron actuaron en dúo durante cuatro noches seguidas en el Café Montmartre de Copenhague: la música fue grabada y editada por EmArcy con el título “People time”. En 1998 publica a dúo con el bajo Charlie Haden el álbum Night and the City, que se ha convertido en una referencia del jazz contemporáneo. En junio de 2015, grabó junto con Kiyoshi Kitagawa y Johnathan Blake su último disco, “The Book of intuition”, publicado en 2016.

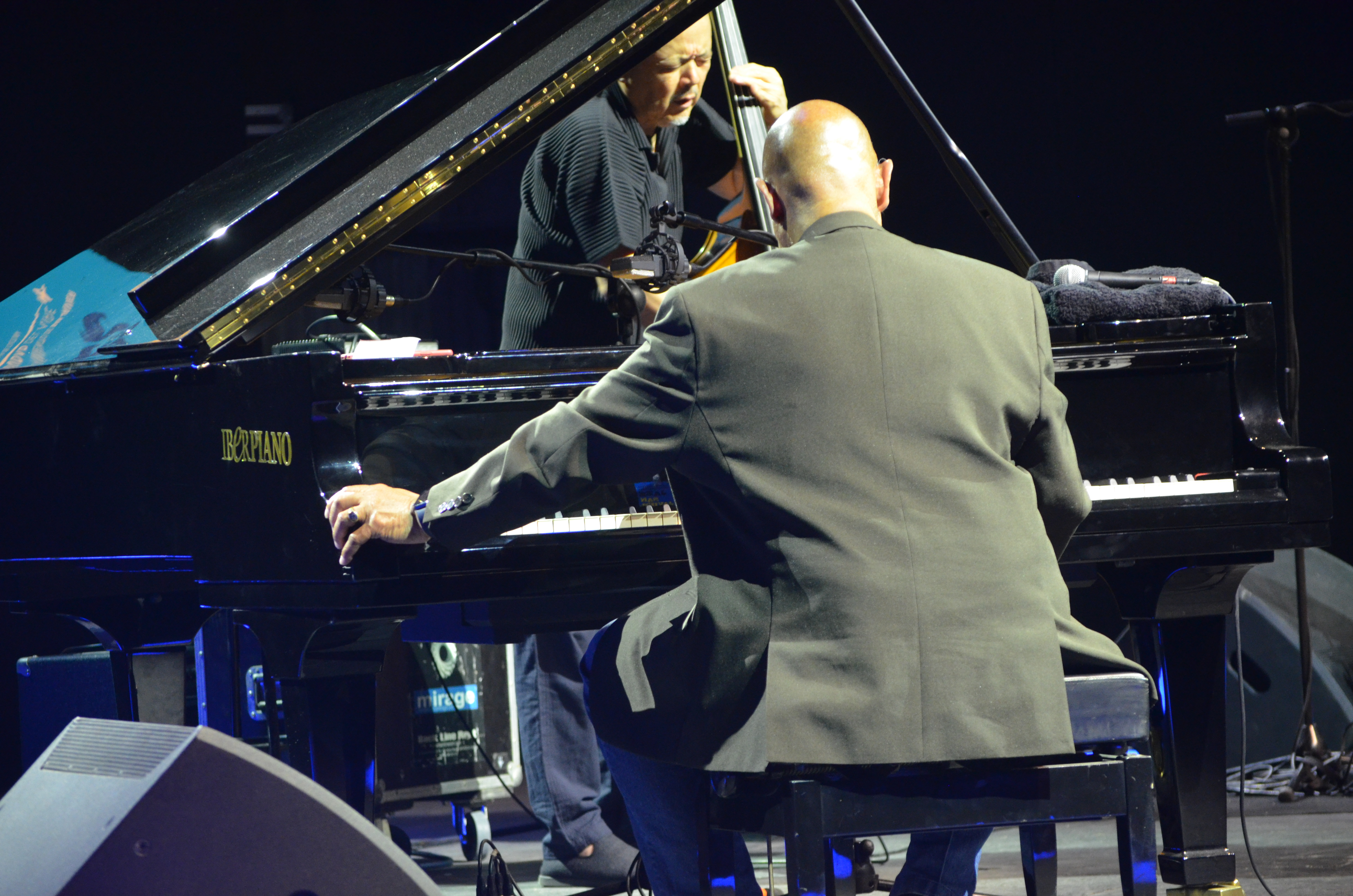
Concierto de Kenny Barron Trio en Festival Internacional de Jazz de San Javier 2022

Ha sido nominado nueve veces en los premios Grammy y para el American Jazz Hall of Fame. The National Endowment for the Arts lo designó en 2010 como "Jazz Master".

## Discografía

### Como líder
| Año  | Álbum                                            | Músicos | Sello              |
| ---- | ------------------------------------------------ | --- | ------------------ |
| 1968 | You Had Better Listen                            | Barron-Jimmy Owens Quintet with Bennie Maupin, Chris White, Freddie Waits, Rudy Collins                                           | Atlantic[1]        |
| 1973 | Sunset To Dawn                                   | Bob Cranshaw, Freddie Waits, Richard Landrum, Warren Smith                                                                        | Muse               |
| 1974 | Peruvian Blue                                    | Ted Dunbar, David Williams, Albert "Tootie" Heath, Richard Landrum, Sonny Morgan                                                  | Muse               |
| 1975 | Lucifer                                          | Carlos Alomar, Bill Barron, Billy Hart, James Spaulding, Charles Sullivan, Chris White                                            | Muse               |
| 1975 | In Tandem                                        | Ted Dunbar | Muse               |
| 1978 | Innocence                                        | Sonny Fortune, Jimmy Owens, Buster Williams, Gary King , Ben Riley, Brian Brake, Billy Hart, Rafael Cruz, producido por Joel Dorn | Wolf               |
| 1980 | Golden Lotus                                     | John Stubblefield, Steve Nelson                                                                                                   | Muse               |
| 1981 | At the Piano                                     | Solo | Xanadu Records     |
| 1982 | Spiral                                           | Solo | Eastwind           |
| 1983 | Green Chimneys                                   | Buster Williams, Ben Riley | Criss Cross Jazz   |
| 1984 | 1+1+1                                            | Ron Carter, Michael Moore | Black Hawk         |
| 1984 | Landscape                                        | Cecil McBee, Al Foster | Baystate           |
| 1985 | Autumn In New York (LP) / New York Attitude (CD) | Rufus Reid, Freddie Waits | Uptown Records     |
| 1985 | Scratch                                          | Dave Holland, Daniel Humair | Enja Records       |
| 1986 | What If                                          | Wallace Roney, John Stubblefield, Cecil McBee, Victor Lewis                                                                       | Enja               |
| 1986 | Two as One                                       | Buster Williams | Red Records        |
| 1988 | Live At Fat Tuesdays                             | Cecil McBee, Victor Lewis, John Stubblefield, Eddie Henderson                                                                     | Enja Records       |
| 1989 | Rhythm-a-ning                                    | John Hicks | Candid Records     |
| 1990 | Invitation                                       | Ralph Moore, David Williams, Lewis Nash                                                                                           | Criss Cross        |
| 1990 | Live at Maybeck Hall                             | Solo | Concord            |
| 1990 | The Only One                                     | Ray Drummond, Ben Riley | Reservoir          |
| 1991 | Lemuria - Seascape                               | Ray Drummond, Ben Riley | Candid             |
| 1991 | Confirmation                                     | Ray Drummond, Ben Riley, Barry Harris                                                                                             | Candid             |
| 1991 | The Moment                                       | Victor Lewis, Rufus Reid | Reservoir Records  |
| 1991 | Quickstep                                        | John Stubblefield, Eddie Henderson, David Williams, Victor Lewis,                                                                 | Enja               |
| 1992 | People Time                                      | Stan Getz | PolyGram           |
| 1993 | Other Places                                     | Mino Cinelu, Bobby Hutcherson, Victor Lewis, Ralph Moore, Rufus Reid                                                              | Verve              |
| 1993 | Spiral                                           | Solo | Enja               |
| 1993 | Sambao                                           | Toninho Horta, Victor Lewis, Nico Assumpção, Mino Cinelu                                                                          | Verve              |
| 1994 | Wanton Spirit                                    | Roy Haynes, Charlie Haden | Verve              |
| 1996 | Swamp Sally                                      | Mino Cinelu | Polygram           |
| 1993 | Things Unseen                                    | Eddie Henderson, John Scofield, John Stubblefield                                                                                 | Verve              |
| 1998 | Night and the City                               | Charlie Haden | Verve              |
| 2001 | Freefall                                         | Regina Carter | Verve              |
| 2001 | Live At Bradley's                                | Ray Drummond, Ben Riley | Sunnyside          |
| 2002 | Canta Brazil                                     | Trio da Paz | Sunnyside          |
| 2003 | Peace                                            | George Robert | DIW Records        |
| 2004 | Images                                           | Anne Drummond, Kimberly Thompson, Kiyoshi Kitagawa                                                                                | Sunnyside          |
| 2004 | Super Standard                                   | Super Trio - Jay Leonhart, Al Foster                                                                                              | Tokuma[2]          |
| 2006 | A night in Granada                               | Piano solo | FIJG               |
| 2008 | The Traveler                                     | Kiyoshi Kitagawa, Francisco Mela, Steve Wilson, Lionel Loueke                                                                     | Sunnyside          |
| 2009 | Minor Blues                                      | George Mraz, Ben Riley | Venus Records      |
| 2013 | Thrasher Dream Trio                              | Ron Carter, Gerry Gibbs | Whaling City Sound |
| 2014 | The Art of Conversation                          | Dave Holland | Impulse! Records   |
| 2016 | Book of Intuition                                | Kiyoshi Kitagawa, Jonathan Blake                                                                                                  | Impulse! Records   |

### Como acompañanante
Con Karrin Allyson
- Many a New Day: Karrin Allyson Sings Rodgers & Hammerstein (Motéma, 2015)

Con Ron Carter
- Yellow & Green (CTI, 1976)
- Pastels (Milestone, 1976)
- Piccolo (Milestone, 1977)
- A Song for You (Milestone, 1978)

Con Continuum
- Mad About Tadd (Palo Alto Records, 1980)[3]

Con Ted Curson
- Quicksand (Atlantic, 1974)

Con Charles Davis
- Dedicated to Tadd (West 54 Records, 1979)

Con Booker Ervin
- Tex Book Tenor (Blue Note, 1968)

Con Ella Fitzgerald
- All That Jazz (Pablo Records, 1989)

Con Sonny Fortune
- Awakening (Horizon, 1975)

Con Stan Getz
- Anniversary! (Emarcy, 1987 [1989])
- Serenity (Emarcy, 1987 [1991])
- Bossas & Ballads - The Lost Sessions (Verve, 1989)

Con Dizzy Gillespie
- Something Old, Something New (Philips, 1963)
- Jambo Caribe (Limelight, 1964)
- The Melody Lingers On (Limelight, 1966)

Con Roy Haynes
- Togyu (RCA, 1975)

Con Jimmy Heath
- The Gap Sealer (Muse, 1973)

Con Joe Henderson
- The Kicker (Milestone, 1967)
- Tetragon (Milestone, 1968)

Con Ron Holloway
- Struttin' (Milestone, 1995)

Con Freddie Hubbard
- Outpost (Enja Records, 1981)

Con Bobby Hutcherson
- Now! (Blue Note, 1969)

Con Jon Irabagon
- The Observer (Concord Jazz, 2009)

Con Elvin Jones
- New Agenda (Vanguard, 1975)
- Time Capsule (Vanguard, 1977)

Con Eric Kloss
- We're Goin' Up (Prestige, 1967)

Con Yusef Lateef
- The Blue Yusef Lateef (Atlantic, 1968)
- The Gentle Giant (Atlantic, 1971)
- Hush 'N' Thunder (Atlantic, 1972)
- Part of the Search (Atlantic, 1973)
- 10 Years Hence (Atlantic, 1974)
- The Doctor is In... and Out (Atlantic, 1976)

Con James Moody
- Another Bag (Argo, 1962)
- Moody and the Brass Figures (Milestone, 1966)
- The Blues and Other Colors (Milestone, 1969)
- Feelin' It Together (Muse, 1973)

Con Idris Muhammad
- Peace and Rhythm (Prestige, 1971)

Con Nathen Page
- Page-Ing Nathen (Hugo's Music, 1982)

Con Marvin Peterson
- Naima (Eastworld, 1978)
- The Angels of Atlanta (Enja Records, 1981)

Con Bud Shank
- This Bud's for You... (Muse, 1984)

Con Woody Shaw
- Solid (Muse, 1986)

Con Sphere
- Four for All (Verve, 1987)
- Bird Songs (Verve, 1988)

Con Charles Sullivan
- Re-Entry (Whynot, 1975)
- Kamau (Arabesqu Jazz, 1995)

Con Buddy Terry
- Pure Dynamite (Mainstream, 1972)

Con Bob Thiele Collective
- Louis Satchmo (Red Baron, 1991)

Con Gerald Wilson
- New York, New Sound (Mack Avenue, 2003)

Con Tom Varner
- Jazz French Horn (Soul Note, 1985)

Con Roseanna Vitro
- Listen Here (Texas Rose, 1984)

Con Tyrone Washington
- Natural Essence (Blue Note, 1967)

Con Tom Harrell
- Moon Alley (Criss Cross Jazz, 1985)

Con Alex Terrier
- Alex Terrier NYQ (Barking Cat Records, 2014)

Con Virginia Mayhew
- Nini Green (Chiaroscuro, 1997)